# Propietat condemnada
Propietat condemnada (títol original en anglès: This Property Is Condemned) és una pel·lícula estatunidenca de Sydney Pollack estrenada el 1966. Va tenir un pressupost de 4,62 milions de dòlars i a taquilla va recaptar 2,6 milions. Aquesta pel·lícula ha estat doblada al català.

## Argument
Inspirada en una obra de Tennessee Williams, aquesta pel·lícula amb el fons de la Gran Depressió (anys 1930) es desenvolupa a Dodson a Mississipi, una petita ciutat particularment tocada per la crisi i on l'arribada d'Owen Legate (Robert Redford), un agent dels ferrocarrils encarregat d'acomiadar una part dels ferroviaris de la ciutat, es revelarà devastadora. Alva Starr (Natalie Wood), una noia presumida, afalagada per tots però que no desitja més que una cosa: fugir lluny d'aquesta existència mesquina i sense futur per temptar l'aventura a Nova Orleans. Somniadora, s'inventa un món fet de màgia i de bellesa fins al dia en què el seu camí creua el d'Owen. La passió que viuran desencadenarà la còlera de Hazel, una dona sense cor i freda, més preocupada pels seus propis interessos que per la felicitat de la seva filla.

## Repartiment
- Natalie Wood: Alva Starr
- Robert Redford: Owen Legate
- Kate Reid: Hazel Starr, la mare d'Alva
- Charles Bronson: J. J. Nichols
- Mary Badham: Willie Starr, la jove germana d'Alva
- Alan Baxter: Knope
- Robert Blake: Sidney
- John Harding: Johnson
- Dabney Coleman: viatjant
- Ray Hemphill: Jimmy Bell
- Brett Pearson: Charlie Steinkamp
- Jon Provost: Tom
- Quentin Sondergaard: Hank
- Michael Steen: Max
- Bruce Watson: Lindsay Tate